# 曾明如
曾明如（1907年—1995年），原名詹以昌、曾昌明，男，台湾彰化人，中华人民共和国政治人物，台湾民主自治同盟总部理事会原理事，第六届全国政协委员。